# بارویک
بارویک (به لهستانی:  Barwik) یک روستا در لهستان است که در گمینا پژودکووو واقع شده‌است. بارویک ۴۲۰ نفر جمعیت دارد.